# De Cambre (manzana)
De Cambre es el nombre de la procedencia de una variedad cultivar de manzano (Malus domestica). Esta manzana es originaria de Galicia, está cultivada en la colección de árboles frutales y banco de germoplasma de Mabegondo con el Nº 91 y con denominación de Desconocida; ejemplares procedentes de esquejes localizados en Cambre (La Coruña).

## Sinónimos
- "Manzana De Cambre",[4][5]
- "Maceira De Cambre".

## Características
El manzano de la variedad 'De Cambre' tiene un vigor elevado. Tamaño grande y porte erguido.
Época de inicio de brotación a partir del 3 de abril y de floración a partir de 20 de abril.
Las hojas tienen una longitud del limbo de tamaño largo, con la máxima anchura del limbo ancha. Longitud de las estípulas larga y la máxima anchura de las estípulas es ancha. Denticulación del borde del limbo es serrado, con la forma del ápice del limbo acuminado y la forma de la base del limbo es obtuso. Con subestípulas presentes.
Sus flores tienen una longitud de los pétalos larga, anchura de los pétalos es ancha, disposición de los pétalos en contacto entre sí, con una longitud del pedúnculo media.
La variedad de manzana 'De Cambre' tiene un fruto de tamaño medio, de forma plana-globosa, de color amarillo, con chapa a manchas, e intensidad pálida. Epidermis de textura desigual con pruina en su superficie, y con presencia de cera nula. Sensibilidad al "russeting" (pardeamiento áspero superficial que presentan algunas variedades) medianamente sensible. Con lenticelas de tamaño mediano.
Los sépalos están dispuestos parcialmente replegados, superpuestos en su base; fosa calicina poco profunda de una anchura estrecha. Pedúnculo de grosor estrecho y de longitud largo, siendo la cavidad peduncular de una profundidad profunda y de anchura media. Con pulpa de color blanco, de firmeza es intermedia y textura crocante; su jugosidad es intermedia con sabor no ácida dulce, y aromática.
Época de maduración y recolección a partir del 27 de septiembre. 'De Cambre' es una manzana que se utiliza como fruta de mesa.

## Susceptibilidades
- Oidio: ataque fuerte
- Moteado: no presenta
- Raíces aéreas: no presenta
- Momificado: no presenta
- Pulgón lanígero: no presenta
- Pulgón verde: no presenta
- Araña roja: no presenta
- Chancro del manzano: no presenta[3]